# José Miguel Bueno Vicente
José Miguel Bueno Vicente (Villar de Argañán, província de Salamanca 8 de juny de 1940) és un polític espanyol. Va fer el batxillerat a Salamanca i es llicencià en ciències físiques a la Universitat de Madrid. Treballà com a professor de matemàtiques a la Universitat Laboral de Càceres i després a la Universitat de Salamanca.
Després d'estudiar psicologia i enginyeria d'armament i construcció a Madrid deixà l'ensenyament per a ocupar càrrecs a SEAT i Unión de Explosivos Rio Tinto SA relatius a organització i planificació de sistemes empresarials.
El 1975 va afiliar-se a la UGT i al PSOE. Hi fou secretari general de l'agrupació de Fuencarral i membre del comitè regional de Madrid. També formà part del grup d'economistes que elaborà el Programa de transició al XXVII Congrés del PSOE. Després participà en les ponències de defensa dels programes electorals i dels congressos del PSOE i ha format part del Grup de Desarmament de la Internacional Socialista.
Fou elegit diputat per la província de Salamanca a les eleccions generals espanyoles de 1979 i 1982, i durant el seu mandat fou secretari i vocal de la Comissió d'Afers Exteriors i vicepresident de la Comissió de Defensa del Congrés dels Diputats. També fou elegit diputat a les eleccions al Parlament Europeu de 1987, i ha estat membre de la delegació per a les relacions amb el Comitè de parlamentaris de l'EFTA.